# Théodore-Edme Mionnet
Théodore-Edme Mionnet, född den 9 februari 1770 i Paris, död där den 5 maj 1842, var en fransk numismatiker.
Mionnet blev 1789 parlamentsadvokat. Han ägnade sig sedermera åt studiet av forntiden och anställdes vid Nationalbiblioteket. Mionnet blev 1830 ledamot av Franska institutet och 1835 av Vitterhetsakademien. Hans främsta verk, Déscription de médailles antiques, grecques et romaines (15 band, 1806–1837), är en oumbärlig handbok för alla samlare. Därjämte utgav han bland annat De la rareté et du prix des médailles romaines (1815; 3:e upplagan, med 40 kartor, 1847).